# كوئيرو سيكو
كوئيرو سيكو (بالبرتغالية: Coqueiro Seco‏) هي بلدية تقع في البرازيل في ألاغواس. يقدر عدد سكانها بـ 5,353 نسمة ومساحتها 40.4 كم2 وترتفع عن سطح البحر 5 and 31 متر.